# Brumback-Nachtaffe
Der Brumback-Nachtaffe (Aotus brumbacki) ist eine Primatenart aus der Gruppe der Nachtaffen (Aotidae). Er ist zu Ehren des US-amerikanischen Mediziners und Naturforscher Roger Alan Brumback benannt, der für Studien zur Alzheimer-Krankheit bekannt ist. Manchmal gilt er als Unterart des Kolumbianischen Nachtaffen.

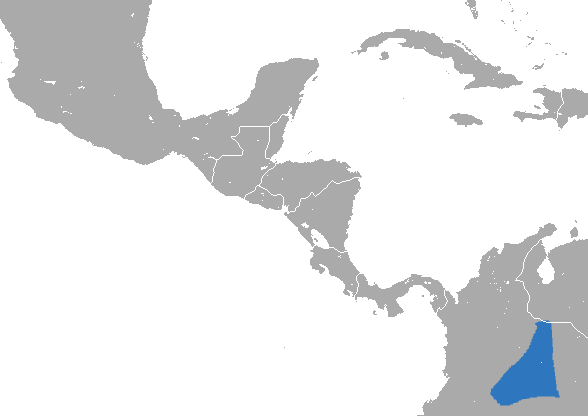
Das Verbreitungsgebiet des Brumback-Nachtaffen

Brumback erfuhr von der Namensgebung erst 20 Jahre später durch Zufall, als er den Zoo in San Diego besuchte.

## Merkmale
Brumback-Nachtaffen sind wie alle Nachtaffen relativ kleine Primaten – zwei gewogene Exemplare erreichten 0,5 und 0,9 Kilogramm. Ihr Fell ist an der Oberseite grau gefärbt, der Bauch und die Innenseite der Gliedmaßen sind rotbraun. Der Schwanz ist buschig und länger als der Körper. Der Kopf ist rundlich und wie bei allen Nachtaffen durch die großen, braunen Augen charakterisiert. Diese sind von weißen Feldern umgeben, entlang des Kopfes ziehen sich drei dunkle Streifen, jeweils einer außerhalb eines jeden Auges und einer über die Stirn bis zur Nase. Von anderen nahe verwandten Arten unterscheiden sie sich in der hellen Färbung ihrer Pfoten und in der Chromosomenzahl.

## Verbreitung und Lebensraum
Brumback-Nachtaffen kommen nur in Kolumbien vor, wo sie ein relativ kleines Tieflandgebiet östlich der Anden bewohnen. Die genauen Ausmaße ihres Verbreitungsgebietes außerhalb des Departamento del Meta sind aber unklar. Ihr Lebensraum sind Wälder.

## Lebensweise
Über die Lebensweise dieser Tiere ist wenig bekannt, vermutlich stimmt sie mit der der übrigen Nachtaffen überein. Demzufolge sind sie nachtaktive Baumbewohner, die tagsüber in Baumhöhlen oder im Pflanzendickicht schlafen. Sie bewegen sich springend oder auf allen vieren durch das Geäst. Nachtaffen leben in monogamen Familiengruppen von zwei bis fünf Tieren und bewohnen feste Reviere, die sie gegenüber Artgenossen verteidigen. Ihre Hauptnahrung besteht aus Früchten, daneben fressen sie auch Blätter und Insekten. Durch ihre nachtaktive Lebensweise vermeiden sie Konkurrenz zu tagaktiven, dominanteren Arten.

## Gefährdung
Die Unkenntnis des genauen Verbreitungsgebietes erschwert auch die Einschätzung des Gefährdungsgrades. In großen Teilen ihres Verbreitungsgebietes wird jedoch ihr Lebensraum zerstört, um landwirtschaftliche Flächen zu schaffen, hinzu kommen die Auswirkungen des bewaffneten Konflikts. Die IUCN listet die Art als „gefährdet“ (vulnerable).

## Belege
1. 1 2  Beolens, Watkins & Grayson: The Eponym Dictionary of Mammals. Johns Hopkins University Press, Baltimore 2009, ISBN 978-0-8018-9304-9, S. 61 (Brumback).